# Западный край (Китай)

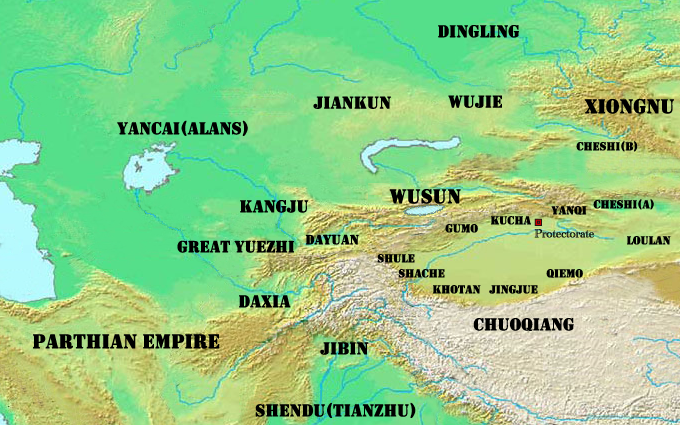
Западный край в I веке н. э.

Западный край (кит. 西域, пиньинь Xīyù, палл. Сиюй) — принятое в китайских исторических хрониках наименование регионов, расположенных западнее заставы Юймэньгуань (которая находилась западнее Дуньхуана).
Термин употреблялся с III века до н. э. по VIII век н. э. Чаще всего он обозначал Центральную Азию в целом, но иногда использовался в более узком смысле, относясь конкретно к её восточной части (к району Таримской впадины).

## История

### Завоевание У-ди
Из-за своего стратегического положения на Великом шёлковом пути начиная с III века до н. э. регион имел важное значение. В I веке до н. э. в Турфанской впадине, в 30 км от современного Гаочана хуннскими правителями была основана военная колония Гаочан (高昌 — «Высшее процветание») или Кочо, Идикутшари, Кара-Ходжа. Во времена империи Хань он стал ареной хунно-китайских войн и в I веке н. э. был покорён китайскими войсками. Изначальный план состоял в занятии княжеств Сиюя для объединения с юэчжами (это не удалось, хотя в лице усуней были найдены союзники) и воспрепятствование объединению хунну и цянов, «отсечь правую руку шаньюя». Начиная с правления Хань У-ди и до Хань Сюань-ди власть Китая в Сиюе только укреплялась. Сюань-ди поставил во главе китайских владений наместника — духу (都护) Сиюя. Во время усиления Ван Мана местная знать стала опасаться жестокого правителя и тайно или явно переходить на сторону хунну. Так же поступали и некоторые китайские чиновники, боявшиеся репрессий. В целом считалось, что приобретение Сиюя не приносит особой пользы империи из-за необходимости нести огромные расходы, а потеря его не очень страшна, так как хунну могли скорее грабить Сиюй, чем извлекать из него военную силу.
Условно считалось, что Сиюй состоит из 50 княжеств. Для управления было назначено 376 чиновников (не считая переводчиков и прочих), частью из китайских гражданских служащих или офицеров, частью из пожалованной ханьскими титулами местной знати. Кангюй, Юэчжи, Парфия, Кашмир, Уишаньли входили в понятие Сиюй географически, но были иностранными по отношению к Хань государствами.

### Утрата контроля
Когда Гуан У-ди восстановил Хань, по крайней мере часть княжеств склонялась к восстановлению китайской власти. Точно заняли про-хуннскую позицию Шаньшань и Турфан. Яркенд и Хотан, наоборот, просили в 38 году прислать наместника, так как хунну стали собирать с них дань. Гуан У-ди не счёл это целесообразным. В 40-е годы в регионе доминировал Яркенд, возглавляемый князем Сянем. После его смерти начались междоусобицы. Шаньшань присоединила Черчен, Миньфэн, Жунлу. Цюйлэ и Пишань были завоёваны Хотаном. Турфан присоединил Юйли, Чанцзи, Гуху, Манас.
Около 66 года часть княжеств участвовала в хуннских нападениях на Хэси. В 73 году император Мин-ди повелел китайским войскам занять Хами и учредить военное поселение. Князь Хотана поспешил отправить сына ко двору императора. В следующем году была восстановлена должность наместника. В 75 году Мин-ди умер, и хунну с турфанцами убили наместника и часть офицеров, других окружили. В 76 году Дуань Пэн (段彭) разгромил турфанцев, но император Чжан-ди не был намерен развивать успех. Хами вернулся к хунну.

### Восточная Хань
Китайцы сохраняли присутствие в дружественном Хотане в лице военачальника (军司马) Бань Чао. В 89 году Доу Сянь (窦宪) разгромил северных хунну. В следующем году хунну были выбиты из Хами. В 90 году Бань Чао стал подчинять Сиюй ханьскому контролю и был назначен наместником со ставкой в Куча. В Турфане разместили 500 военных поселенцев. В 94 году Бань Чао разгромил Карашар. После этого 50 княжеств предпочли дать заложников и признать ханьскую власть. В 97 году Бань Чао отправил Гань Ина искать путь в Рим, он не добрался, но описал свой путь китайским историкам. Сообщается о вступлении в подданство отдалённых владений Мэнци (蒙奇) и Дулэ (兜勒), что иногда интерпретируется как поход на Мерв.
Бань Чао умер в 102 году. В 107 году восставшие княжества Сиюя осадили наместников Жэн Шана (任尚) и Дуань Си (任尚). Император решил эвакуировать войска, и Сиюй был занят северными хунну. Начались набеги на Дуньхуан. В 120 году китайцы заняли Хами с 1000 солдат. Правители Шаньшани и Турфана покорились. Через несколько месяцев пришли хунну с князем северного Турфана и уничтожили гарнизон и стали делать набеги на Хэси и Дуньхуан. Создавшееся положение подробно обсуждалось при дворе императора. В 124 году возобладала позиция Чэнь Чжуна (陈忠) — укрепление Дуньхуана и постепенное вытеснение хунну. Наместником стал сын Бань Чао — Бань Юн, который начал замирение Турфана. К 127 году были покорены Харашар, Куча, Яркенд, Хотан и Кашгар. Он также составил подробный отчёт о состоянии Сиюя. Были открыты военные поселения. Бань Юн был смещён со своего поста по доносу и с 132 года княжества вновь начали междусобицы. В 153 году князь Турфана открыто стал нападать на китайские поселения. Другие князья также охладели к Хань. В условиях нарастающего кризиса империи Хань императоры не имели ни желания, ни сил производить подчинение Сиюя. Тем более что политического смысла в этом не было: хунну были разгромлены, а сяньби угрожали с другого направления.
После падения империи Хань (в результате восстания жёлтых повязок) регион распался на ряд независимых владений. Одни княжества поглощали другие, но записей об этом не велось.

### Северная Вэй
Впервые о необходимости восстановления связей с Сиюем заговорили советники Бэй Вэй Дао У-ди, но император отверг этот проект, вспомнив об участи империи Хань, чрезмерно утруждавшей своих подданных ради приобретения дальних владений. При Бэй Вэй Тай У-ди (Тоба Тао) князья Турфана, Кашгара, Усуни, Юэбань, Шаншань, Куча и согдийцы присылали своих послов. После некоторых колебаний Тоба Тао отправил ответное посольство во главе с Ван Эньшэном (王恩生), но в пустыне его задержали жуаньжуани. Снова отправили посольство с Дун Ванем (董琬) и Гао Мином (高明). Они прибыли в Шаншань и щедро одарили собравшихся князей шёлковыми тканями. Вань продолжил свой путь до усуней. После он вернулся в Китай. Дипломатические связи стали расширяться. Бремя содержания посольств пало на Цзюйцюй Муцзяня, князя Хэси из хуннского государства Северная Лян. В конце концов Муцзянь заявил очередному посольству, возвращающемуся из Западного Края, что Вэй ослабло, а жуаньжуани усилились, и ему нет больше смысла содержать послов. В конце концов терпение Тоба Тао кончилось, и он объявил войну Северной Лян. В 439 году вэйская армия разгромила Лян и открыла сообщение с Шаншанью по шёлковому пути.
Новостью было то, что из 50 княжеств при Хань к 438 году осталось 16. Впрочем, вэйцы не стали вмешиваться во внутреннюю политику, ограничиваясь только торговлей и отправлением посольств.

### Суй
Суй Ян-ди возобновил западную политику, отправив послов к цянам на запад. Послы привезли кашмирскую агатовую чашу, буддийскую сутру из Раджгира, танцовщиц из Шиго (史國, Средняя Азия, Самарканд), другие редкие подарки. Ко двору императора приехали послы из 44 княжеств Сиюя. Позже из-за смуты, вызвавшей падение Суй, связи снова прервались.

### ЗавоеваниеТан

Сиюйская кампания Ли Шиминя

В VII веке был покорён Ли Шиминем и вошёл в состав китайской империи Тан. Перед этим сквозь регион проехал китайский странствующий монах Сюаньцзан, который составил труд «Путешествие в Западный край во времена Великой Тан».
Мятеж Ань Лушаня в VIII веке привёл к началу распада империи Тан и утрате китайского контроля над Западным краем.

## Государства Западного Края согласно китайским документам с I века до н. э. по IX век н. э.
Китайские историки со времён Хань относили к Сиюю в широком смысле слова все земли, лежащие на западе от Китая, или просто те, в которые можно было попасть, двигаясь на запад, — включая Римскую империю и Индию. В узком смысле Сиюем являлись земли, на которые распространялась власть китайского наместника Сиюя. Из земель китайского Сиюя некоторые были значительными государствами (Кашгар, Хотан, Яркенд, Турфан и др.), которые могли собрать несколько десятков тысяч воинов и временами выступали то на стороне Хань, то на стороне хунну, а иногда вели независимую политику. Другие были номинальные владениями местных князей, получавших удел от крупных князей, китайских властей или иным образом обособленных или же просто независимые группы кочевников. Численность таких «государств» или «владений» могла быть всего несколько десятков домов или юрт. В условиях господства Хань или хунну создавалось больше мелких княжеств, ослабление двух держав привело к тому, что крупные княжества стали поглощать мелкие, хотя единого государства так и не возникло.
Нижеследующий список не отражает политическую ситуация Сиюя на определённую дату, скорее это собрание сведений, попавших в китайские хроники во времена Хань и позже. Статистическая и историческая информация о владениях находится в соответствующих статьях.
| Русское название                      | Китайское название, трад.  | Локализация/Комментарий |
| ------------------------------------- | -------------------------- | --- |
| Жоцян                                 | 若羌                       | Чарклык (уезд) |
| Лоулань (с 77 года до н. э. Шаньшань) | 樓蘭 鄯善                  | Шаньшань |
| Цемо                                  | 且末                       | юго-запад современного уезда Цемо, Востояная Хань: присоединено к Шаньшань |
| Сяовань                               | 小宛國                     | верхнее течение реки Черчен; во времена Восточной Хань вошло в состав Шаньшань |
| Цзинцзюэ                              |                            | современный уезд Миньфэн; во времена Восточной Хань вошло в состав Шаньшань |
| Юйтянь                                | 于闐國                     | Хотан (государство) |
| Жунлу                                 | 戎盧國                     | горы Куньлунь к югу от уезда Миньфэн; во времена Восточной Хань вошло в состав Юйтянь |
| Шуми или Нинми                        | 抒彌國 позже 寧彌          | города по реке Керия; во временя Троецарствия вошло в состав Юйтянь |
| Цюйлэ                                 | 渠勒國                     | горный район в верхнем течении реки Керия; во времена Троецарствия вошло в состав Юйтянь |
| Пишань                                | 皮山國                     | современный уезд Пишань; во времена Восточной Хань вошло в состав Юйтянь |
| Шачэ                                  | 莎车                       | Яркенд |
| Шаньго                                | 山国                       | юг современного уезда Токсун |
| Яньци                                 | 焉耆                       | восток современного Яньци-Хуэйского автономного уезда — Карашар |
| Вэйсюй                                | 危須國                     | современный уезд Хошуд |
| Юйли                                  | 尉犂國                     | северо-восток современного уезда Юйли, Лоб-Нор |
| Цюйли                                 | 渠梨                       | запад современного уезда Юйли |
| Улэй                                  | 烏壘                       | восток современного уезда Луньтай) — выбран ставкой наместника Сиюя |
| Гуйцы                                 |                            | современный уезд Кучэ |
| Вэньсу                                | 温宿                       | современный уезд Вэньсу |
| Гумо                                  | 姑墨                       | современный городской уезд Аксу |
| Юйтоу                                 | 尉頭                       | современный уезд Акчи |
| Шуле                                  | 疏勒                       | современный уезд Шулэ |
| Пулэй                                 | 蒲類國                     | современный Баркёль-Казахский автономный уезд |
| Позднее Пулэй                         | 蒲類後國                   | современный Баркёль-Казахский автономный уезд |
| Раннее Чэши                           | 車師前國                   | запад Турфана; основано в 60 году до н. э., сначала называлось Гуши |
| Чэши-Дувэй                            | 車師都尉國                 | восток Турфана; в 60 году до н. э. отделилось от Гуши, потом вошло в состав Раннего Чэши |
| Позднее Чэши                          | 車師後                     | юг современного уезда Джимасар |
| Чэши-Гучэн                            | 車師後城長國               | север современного уезда Цитай; вошло в состав Позднего Чэши |
| Гуху или Хуху                         | 孤胡 или 孤胡              | северо-запад Турфана |
| Юйлиши                                | 郁立師國                   | современный уезд Джимасар; позднее вошло в состав Позднего Чэши |
| Бэйло                                 | 卑陸國                     | современный городской уезд Фукан; позднее вошло в состав Позднего Чэши |
| Позднее Бэйло                         | 卑陸後國                   | северо-восток современного городского уезда Фукан; позднее вошло в состав Позднего Чэши |
| Цзе                                   | 劫國                       | север современного Урумчи; позднее вошло в состав Позднего Чэши |
| Восточное Цземи                       | 東且彌國                   | на территории современного Урумчи; позднее вошло в состав Позднего Чэши |
| Западное Цземи                        | 西且彌                     | современный уезд Хутуби |
| Даньхуань                             | 單桓國                     | современный городской уезд Чанцзи |
| Утаньцзыли                            | 烏貪訾離國                 | современный уезд Манас |
| Усунь                                 | 烏孫                       | от Манаса до Балхаша |
| Уто                                   |                            | юго-запад современного Ташкурган-Таджикского автономного уезда |
| Наньдоу                               |                            | Памир, Бадахшан |
| Сие или Чжоцзюйцзя                    | 西夜 или 斫句迦            | верхнее течение Яркенда |
| Цзыхэ                                 |                            | Памирское плато |
| Пули                                  | 蒲犁                       | современный Ташкурган-Таджикский автономный уезд |
| Инай                                  |                            | юг современного Ташкурган-Таджикского автономного уезда |
| Улэй                                  |                            | запад современного Ташкурган-Таджикского автономного уезда |
| Тисюнь                                | 休循                       | запад Актау, север Памира) — маленькое княжество в долине Няофэй (鳥飛). 1030 человек, 480 воинов. Схожи с усунями, происходят от саков |
| Цзюаньду                              | 捐毒                       | север современного уезда Улугчат |
| Таохуай                               |                            | горы к востоку от Ферганской долины |
| Давань или Даюань                     | 大宛                       | Фергана |
| Цзибинь                               | 罽賓國                     | Кашмир, нижнее течение реки Кабул. |
| Уишаньли                              |                            | Александрия Профтасия, вероятно, нынешний Фарах |
| Большие Юэчжи                         | 大月氏                     | верхнее течение Амударьи |
| Юэбань                                | 悅般國                     | К западу от озера Балхаш |
| Кангюй                                | 康居 позже 者舌 Чжэшэ      | часть территории нынешнего Казахстана |
| Анси                                  | 安息                       | Иранское нагорье, Парфия |
| Дацинь                                | 大秦                       | Великая Цинь — Римская империя |
| Чжечжиба                              | 者至拔國                   | Город к западу от Кашгара. В горах добывают железо и водятся львы. |
| Мими                                  | 迷密國                     | Город в окрестностях Самарканда, в 480 ли от Чжечжиба. В 452 князь прислал императору чёрного одногорбого верблюда. Добыча золота, нефрита и железа. |
| Сиваньцзинь                           | 悉萬斤國                   | Город на западе от Мими. В горах Цзяшэнашань водятся львы, которых иногда привозят в Китай. |
| Нюми                                  | 忸密國                     | Город в 100 ли на запад от Сиваньцзинь. |
| Полона или Нинъюань                   | 破洛那國 или 寧遠          | Княжество с центром в городе Гуйшань на территории Давань. В 479 князь прислал ко двору Тоба Вэй знаменитых лошадей с кровавым потом (汗血馬) |
| Сутэ                                  | 粟特國                     | Согдиана |
| Босы                                  | 波斯國                     | Персия |
| Фулуни                                | 伏盧尼                     | Княжество на севере от Персии. |
| Сэчжисянь                             | 色知顯                     | Город на северо-запад от Сиваньцзинь. |
| Гасэни                                | 伽色尼                     | Город на юге от Сиваньцзинь. Добывают красную соль, выращивают фрукты. |
| Бочжи                                 | 薄知                       | Город на юге от Гасэни. |
| Моучжи                                | 牟知                       | Город от Нюми на юго-запад. Климат похож на китайский. |
| Афутайхань                            | 阿弗太汗                   | Город от Нюми на запад. |
| Хусыми, позже Хосюнь                  | 呼似密, позже 火尋         | Древний Хорезм. На запад от Афутайхань. Добывают серебро. |
| Носэболо                              | 諾色波羅                   | Город Боло на юге от Нюми. |
| Цзаогачжи                             | 早伽至                     | Город на западе Нюми. |
| Габудань                              | 伽不單                     | Город на северо-западе от Сиваньцзинь. Недалеко от нынешнего Самарканда. |
| Габэй                                 | 伽倍                       | Юэчжи потомки рода Сюми (休密, титул «ябгу» — царский род). Столица в городе Хомо (和墨) на запад от Яркенда. Район нынешнего Вахана |
| Чжэсюэмосунь                          | 折薛莫孫                   | Юэчжи потомки рода Шуаньми (雙靡翕侯). Столица в городе Шуаньми, западней Габэй. Ныне Шугнан. |
| Цяньдунь                              | 鉗敦                       | Юэчжи потомки рода Кушан. Столица — город Хуцзао (護澡) на запад от Чжэсюэмосунь. Ныне Бадахшан. |
| Фудиша                                | 弗敵沙                     | Юэчжи потомки рода Сидунь. Столица — город Бомао (薄茅) на запад от Цяньдунь. Возможно, нынешний Балх. |
| Яньфуе                                | 閻浮謁                     | Юэчжи потомки рода Гаофу. Столица — город Гаофу (高附, Кабул (?)) на юг от Фудиша. Возможно, нынешний Кабул. |
| Агоуцян                               | 阿鉤羌國                   | От Яркенда на юго-запад, богатое княжество в горах. |
| Болу                                  | 波路國                     | Княжество от Агоуцян на северо-западе. Расположено на равнине. |
| Малые Юэчжи                           | 小月氏國                   | Осколки юэчжийской орды, вытеснены хуннами в Тянь-шань. Переселились из Чжанъе на юго-запад от Болу. |
| Тухуло                                | 吐呼羅                     | Тохаристан, в 12 000 ли от Китая, на западе граничит с Сиваньцзинь. Жители смешаны с эфталитами. Войска несколько сот тысяч. Распространён буддизм. |
| Фухо                                  | 副貨                       | Богатое княжество в 17 000 ли от Китая. |
| Нань Тяньчжу                          | 南天竺國                   | Южная Индия в 31 500 ли от Китая (Бэй Вэй). В начале VI века раджа Полохуа (婆羅化) прислал посольство в Вэй. |
| Дефуло                                | 疊伏羅                     | Княжество в Индии в 31 000 ли от Китая (Бэй Вэй). Столица — Уси. Есть белые слоны. В начале VI века раджа Футумодо (伏陀末多) прислал посольство в Вэй. |
| Бадоу                                 | 拔豆                       | Богатая земля в 51 000 ли от Китая. Вероятно в Индии. |
| Яда́                                   | 嚈噠                       | Эфталиты |
| Чжуцзю                                | 硃居國                     | Горное княжество на запад от Хотана. Распространён буддизм. |
| Кэпаньто                              | 渴盤陀                     | Княжество на востоке от Памира. Распространён буддизм, покорены эфталитами. |
| Бохэ, позже Хуми                      | 缽和國 позже 護蜜          | Княжество на западе от Кэпаньто. Живут высоко в горах. Где-то между Гиндукушем и Ваханом. В 656—660 князь Шаболоцзэлифа (沙缽羅頡利發) пожалован чином от императора. Периодически переходило то на сторону Тан, то Тибета. |
| Бочжи                                 | 波知國                     | Княжество на юго-запад от Бохэ. Там есть три озера, где живут драконы. |
| Шэми                                  | 賒彌國                     | Княжество на юг от Бочжи. Там располагаются труднопроходимые перевалы. Поклоняются духам. |
| Учан                                  | 烏萇國                     | Уддияна |
| Цяньто или Ебо                        | 乾陀國 или 業波            | На западе от Учана. Покорены эфталитами. Правитель — в 3-м колене потомок рода Чилэй, иначе Гаоцзюй. Князь три года воевал с Кашмиром, отчего страна страдала. Содержит войско с 700 слонов. Есть знаменитая ступа Цюэли-Фоту (雀離佛圖). |
| Кан                                   | 康國                       | Ответвление Кангюй. |
| Ань                                   | 安國                       | Бухара |
| Ши                                    | 石國                       | Шаш (область) |
| Нюйго                                 | 女國                       | Женское царство |
| Бохань или Похань                     | 吲汗國 или 䥽汗國          | Государство в 500 ли на запад от Памира, вероятно Фергана. Древнее название Цюйсоу (渠搜國). Правил ван Алицы из рода Чжаоу. Добыча золота, железа и киновари. |
| Ми                                    | 米國                       | Согдийское княжество Маймург в 100 ли к юго-востоку от Самарканда. Правил градоначальник (а не князь-ван) из юэчжийского рода Чжаоу (Ябгу) по имени Бичжоу (閉拙). Всего несколько сот воинов. |
| Ши                                    | 史國                       | Кеш, ныне Шахрисабз. Правил князь из юэчжийского рода Чжаоу (Ябгу) по имени Дичже (狄遮). Около 1000 воинов. |
| Цао                                   | 曹國                       | Согдийское княжество Кабудан на южном берегу реки Нами или Зеравшан. Правил сын кангюйского царя — Узянь (烏建). Воинов около 1000 человек. В княжестве есть поклонение духу Дэси (得悉神). Есть его золотой идол около 15 футов в ширину. Ему в жертву приносят много верблюдов, лошадей и баранов. |
| Хэ                                    | 何國                       | Кушания, княжество на северо-западе от Самарканда. Правил князь из юэчжийского рода Чжаоу (Ябгу) по имени Дунь (敦). Около 1000 воинов. |
| Унахэ                                 | 烏那遏國                   | Княжество Урнак в среднем течении р. Мургаб. Правил князь из юэчжийского рода Чжаоу (Ябгу) по имени Фоши (佛食). Несколько сот воинов. |
| Му                                    | 穆國                       | Мерв. Правил князь из юэчжийского рода Чжаоу (Ябгу) по имени Аланьми (阿濫密). Около 2000 воинов. |
| Цао                                   | 漕國                       | Газни, но традиционно считалось китайскими историками, что это Кашмир. Правил князь из юэчжийского рода Чжаоу (Ябгу) по имени Шуньда (順達). Около 10 000 воинов. Есть знаменитый храм горного духа. Его пол из серебряных листов, а стены обшиты серебряными и золотыми листами. Водятся слоны, растут злаки, асафетида, аконит, разводят лошадей и быков, добывают золото, серебро, киноварь, чёрную соль, мёд, мирру, делают булат, ковры, благовония, сахар и лекарства. |
| Ниполо                                | 泥婆羅                     | Непал. См. История Непала. |
| Аньдалофу                             | 安呾羅縛                   | Андараб. |
| Косиндо                               | 闊悉多                     | Хост (Афганистан) |
| Хо                                    | 活                         | Кундуз (город) |
| Шини                                  | 識匿                       | Шугнан |
| Уша                                   | 烏鎩                       | Янгигисар |
| Дуло                                  | 故都邏                     | Андере близ Ния |
| Болюй                                 | 勃律                       | Балтистан |
| Цюйлань                               | 俱蘭                       | Куран в верховье реки Кокча. В 646 году князь Хутипо (忽提婆) прислал императору Тан грамоту на языке близком к санскриту. |
| Сеюй                                  | 謝䫻                       | Забулистан. Добывают золото. Совместно живут тохары, тюрки и кашмирцы. Здесь кашмирцы набирали войска для войны с арабами. |
| Фаньянь                               | 帆延                       | Бамиан. Население делает дома в пещерах. Столица — Лолань (羅爛) |
| Сымо                                  | 似沒                       | Рядом с Канцзюем. Оттуда в Китай доставляли отличных лошадей. |
| Ипань                                 | 役槃                       | Рядом с Сымо. |
| Цзюйми                                | 俱蜜                       | Кумед в районе Файзабада. Правит тюркский род Яньто (延陀) |
| Гэшими или Цзяшимило                  | 個失蜜/箇失蜜 или 迦濕彌邏 | Кашмир, смешивался с Цизбинь |
| Гудо или Кэдоло                       | 骨咄 или 珂咄羅            | Курган-Тюбе |
| Супи                                  | 蘇毗                       | Тибетское племя Сумпа, иногда отождествлялось с Женским царством |
| Иу                                    | 伊吾                       | Хами (округ) |
| Фолинь                                | 拂菻                       | Византия |
| Даши                                  | 拂菻                       | Арабский халифат |